# Tityus roigi
Espèce
Tityus roigi est une espèce de scorpions de la famille des Buthidae.

## Distribution
Cette espèce est endémique de la province de Tungurahua en Équateur. Elle se rencontre vers Baños.

## Étymologie
Cette espèce est nommée en l'honneur d'Arturo Roig Alsina.

## Publication originale
- Maury & Lourenço, 1987 : « Tityus roigi, nouvelle espèce de scorpion de l'Equateur (Scorpiones, Buthidae). » Revue Arachnologique, vol. 7, no 2, p. 79-84.